# Helmhard Kryštof Ungnad z Weissenwolffu
Helmhard Kryštof hrabě Ungnad z Weissenwolfu, německy Helmhard Christoph Graf Ungnad von Weissenwolf (2. ledna 1634 – 20. února 1702, Linec) byl rakouský šlechtic a politik ze staré šlechtické rodiny. V letech 1675–1688 zastával funkci zemského hejtmana v Horních Rakousích, v závěru své kariéry získal Řád zlatého rouna (1687). Jeho potomci vlastnili majetek v Čechách.

## Životopis
Pocházel z rakouského šlechtického rodu Ungnadů, byl jediným synem diplomata a státníka hraběte Davida Ungnada z Weissenwolffu (1604–1672). Absolvoval kavalírskou cestu, mezitím již v roce 1651 vstoupil do dvorských služeb. V roce 1654 byl jmenován císařským komorníkem a v roce 1655 se stal členem říšské dvorské rady. V letech 1675–1688 byl zemským hejtmanem v Horních Rakousích. V roce 1676 byl jmenován tajným radou a v roce 1687 obdržel Řád zlatého rouna. Jeho hlavním sídlem byl zámek Steyregg v Horních Rakousích, toto panství rozšířil nákupy dalších statků poblíž Lince. S vyhlídkou na dědictví své druhé manželky v Čechách požádal v roce 1674 o český inkolát (jeho syn Jan Antonín František poté zdědil panství Vlašim).
Jeho první manželkou byla Marie Zuzana Althannová (1636–1661), dcera Michaela Adolfa z Althannu, z tohoto manželství pocházel syn Michael Václav (1659–1680). Podruhé se oženil s Františkou Benignou z Porcie († 1690), dcerou knížete Jana Ferdinanda z Porcie. Františka Benigna byla po matce potomkem Kavků z Říčan a při dělení pozůstalosti získala panství Vlašim. Potomkem z druhého manželství byl syn Jan Antonín František (1669–1715), který zdědil Vlašim. Prostřednictvím sňatku jeho dcery Marie Anny (1703–1730) přešlo pak vlašimské panství na rod Trautsonů. Pokračovateli rodu byli až synové Ferdinand Bonaventura (1694–1781) a Josef Antonín (1695–1759) z Helmhardova třetího manželství s hraběnkou Marií Lengheimbovou (1667–1719).